# Álvaro Leyva
Álvaro Leyva Durán, né le 29 août 1942 à Bogota, est un avocat, économiste, homme politique, défenseur des droits de l'Homme et diplomate colombien.
Engagé pour la paix en Colombie, il a été désigné comme « objectif militaire » par les paramilitaires des AUC et les services de renseignement colombiens, le DAS.
En 2022, il est nommé ministre des Affaires étrangères dans le gouvernement de Gustavo Petro.
Le 24 janvier 2024, il est suspendu de ses fonctions par l'inspecteur général de Colombie en raison de la plainte de la société Thomas Gref & Sons qui s'était vu retirer le marché d'impression des passeports en septembre 2023 par le ministre pour des soupçon de fraude dans la procédure d'appel d'offres.